# Ортодонтія
Ортодонтія — розділ стоматології, що займається лікуванням дефектів розвитку зубів і щелепно-лицьового кістяка. Через нерівність зубів і порушень зубного ряду, зуби важко піддаються гігієнічним процедурам, більше наражаються на ризик раннього розвитку карієсу і пародонтиту, а також можуть викликати додаткові навантаження щелепно-лицьових м'язів при жуванні, що своєю чергою призводить до головного болю, синдрому скронево-нижньощелепного суглоба (СНЩС), болю в ділянках шиї, плечового суглоба та спини. Нерівності зубів і порушення зубного ряду також можуть негативно позначатися на зовнішньому вигляді людини.
Лікар-фахівець, який працює в цій галузі, називається ортодонтом. Ортодонт проходить курс спеціальної додаткової підготовки протягом двох і більше років після закінчення стоматологічного інституту.

## Історія
Перші згадки про спроби виправлення положення зубів зустрічаються ще в працях Гіппократа. До  Нового часу праці античних дослідників не отримали належного розвитку, і тільки в 1728 у  П'єр Фошар (Pierre Fauchard) опублікував книгу «Дантист Хірург», в якій одна з глав була повністю присвячена проблемам вирівнювання зубів.
У  1850-х роках починається становлення ортодонтії як окремої галузі стоматології. Основоположником цього напрямку вважається  Норман Кінгслі (Dr. Norman Kingsley). Він був першим, хто застосував позаротову тягу для корекції  протрузії  зубів. У той час основна увага приділялася корекції лицьових пропорцій, видалення зубів по ортопедичним показаннями не проводилося. В 1880 у Норманом Кінгслі була написана книга «Трактат про зубні аномалії» («Treatise on Oral Deformities»).
Також одним з основоположників ортодонтії є Фаррар (JN Farrar), який вперше запропонував для лікування в ортодонтії застосування помірних сил протягом тривалого часу.
У 1890-е роках почалися дослідження проблем заміни відсутніх зубів протезами та корекції прикусу.  Едвард Енгл (Dr. Edward Angle) опублікував в ті роки роботи з класифікації порушень прикусу.
У 1900–1901 ах Едвард Енгл і 12 його колег створили об'єднання стоматологів, що займалися ортодонтією, з якого згодом розвинулася Американська асоціація ортодонтів (American Association of Orthodontists).
У 1930-х роках в США відбувається бурхливий розвиток естетичної стоматології. Широке поширення отримує видалення зубів з метою забезпечення більш тривалої якісної оклюзії. Дедалі більше стоматологічних втручань стало проводитися з естетичних, а не за медичними показаннями.
У  1940-х з'являється метод цефалометрії, розширюються знання стоматологів і про вплив взаємного розташування і розмірів кісток черепа на формування прикусу. З'являються нові методи лікування, спрямовані на зміну цих співвідношень і виправлення тим самим дефектів ротового апарату. Зростання кісткових структур спотворюється, сповільнюється або стимулюється залежно від необхідного результату.
Наприкінці XX століття поява нових матеріалів, що володіють пам'яттю форми, дозволило створити досконаліші й ефективні коригувальні апарати. В XXI століття зусилля ортодонтів спрямовані на створення максимально непомітних коригувальних апаратів.

## Патологічні види прикуси
Прикуси, при яких відзначається аномальне положення окремих зубів, деформації зубних дуг та їх аномальне співвідношення (зсув у сагітальному, вертикальному й трансверзальному напрямках), називають аномальними, або патологічними.
Відомі такі види основних аномальних прикусів:
1) прогнатичний (дистальний);
2) прогенічний (мезіальний);
3) відкритий;
4) глибокий;
5) косий (перехресний);
6) нейтральний прикус із аномальним положенням окремих зубів.
У кожному виді прикусів можливий ряд варіантів, пов'язаних з характерною позицією перших молярів (нейтральна, дистальна або мезіальна), особливістю розвитку альвеолярних гребенів і положення щелеп (зубо-альвеолярні й гнатичні різновиди), сполучення ознак основної аномалії з ознаками інших видів прикусу наявності деформації зубних дуг (звуження, компресія або розширення, подовження або вкорочення), неповного або надмірного комплекту зубів.